# Сьодзі Ген
Ген Сьодзі (яп. 昌子 源, нар. 11 грудня 1992, Кобе) — японський футболіст, захисник клубу «Ґамба Осака» і національної збірної Японії.

## Клубна кар'єра
Народився 11 грудня 1992 року в місті Кобе, Префектура Хьоґо. Вихованець юнацьких команд футбольного клубу «Гамба Осака» та школи Йонаго-Кіта.
У дорослому футболі дебютував 2011 року виступами за команду клубу «Касіма Антлерс», кольори якої захищав до кінця 2018 року. З клубом виграв чемпіонат та кубок Японії 2016 року, Лігу чемпіонів АФК 2018 та три Кубки Джей-ліги (2011, 2012 та 2015). Загалом за вісім років провів за клуб 224 матчі в усіх змаганнях та забив 11 голів.
У січні 2019 перейшов до французької «Тулузи» за 3 мільйони євро. У новому клубі провів друге коло сезону 2018/19 як основний центральний захисник, але з липня 2019 провів на полі лише 45 хвилин в одному матчі через регулярні травми надп'ятково-гомілкового суглоба, які він зрештою поїхав лікувати в Японії. Зрештою Сьодзі заявив, що через труднощі життя у Франції бажає повернутися до рідної Японії
3 лютого 2020 повернувся до Японії, підписавши контракт з клубом «Ґамба Осака». Вартість трансферу склала 2 мільйони євро.

## Виступи за збірну
31 березня 2015 року дебютував в офіційних іграх у складі національної збірної Японії в товариському матчі проти збірної Узбекистану. 
У складі збірної був учасником кубка Азії з футболу 2015 року в Австралії, проте на поле на турнірі не виходив, а його збірна дійшла до чвертьфіналу.
31 травня 2018 року був включений до заявки збірної на тогорічний чемпіонат світу.
| Дата       | Місто          | Господарі         | Результат | Гості             | Турнір                  | Голи | Примітки |
| ---------- | -------------- | ----------------- | --------- | ----------------- | ----------------------- | ---- | -------- |
| 31-03-2015 | Токіо          | Японія            | 5 – 1     | Узбекистан        | товариський матч        | -    |          |
| 3-6-2016   | Toyota         | Японія            | 7 – 2     | Болгарія          | Kirin Cup               | -    | 83'      |
| 7-6-2017   | Тьофу          | Японія            | 1 – 1     | Сирія             | товариський матч        | -    |          |
| 13-6-2017  | Тегеран        | Ірак              | 1 – 1     | Японія            | Відбір до ЧС 2018       | -    |          |
| 31-8-2017  | Сайтама        | Японія            | 2 – 0     | Австралія         | Відбір до ЧС 2018       | -    |          |
| 5-9-2017   | Джидда         | Саудівська Аравія | 1 – 0     | Японія            | Відбір до ЧС 2018       | -    |          |
| 10-10-2017 | Йокогама       | Японія            | 3 – 3     | Гаїті             | товариський матч        | -    |          |
| 9-12-2017  | Тьофу          | Японія            | 1 – 0     | Північна Корея    | Кубок Східної Азії 2017 | -    | кап.     |
| 12-12-2017 | Тьофу          | Японія            | 2 – 1     | КНР               | Кубок Східної Азії 2017 | 1    | кап.     |
| 16-12-2017 | Тьофу          | Японія            | 1 – 4     | Південна Корея    | Кубок Східної Азії 2017 | -    | кап.     |
| 23-3-2018  | Льєж           | Японія            | 1 – 1     | Малі              | товариський матч        | -    |          |
| 12-6-2018  | Інсбрук        | Японія            | 4 – 2     | Парагвай          | товариський матч        | -    |          |
| 19-6-2018  | Саранськ       | Колумбія          | 1 – 2     | Японія            | ЧС 2018 - 1-й етап      | -    |          |
| 24-6-2018  | Єкатеринбург   | Японія            | 2 – 2     | Сенегал           | ЧС 2018 - 1-й етап      | -    |          |
| 2-7-2018   | Ростов-на-Дону | Бельгія           | 3 – 2     | Японія            | ЧС 2018 - 1/8 фіналу    | -    |          |
| 22-3-2019  | Йокогама       | Японія            | 0 – 1     | Колумбія          | товариський матч        | -    |          |
| 5-6-2019   | Тойота         | Японія            | 0 – 0     | Тринідад і Тобаго | товариський матч        | -    |          |
| 9-6-2019   | Ріфу           | Японія            | 2 – 0     | Сальвадор         | товариський матч        | -    | кап.     |
| Усього     |                | Матчів            | 18        |                   | Голів                   | 1    |          |

## Титули і досягнення
- Чемпіон Японії: 2016
- Володар Кубка Імператора Японії: 2016
- Володар Кубка Джей-ліги: 2011, 2012, 2015
- Володар Суперкубка Японії: 2017
- Переможець Ліги чемпіонів АФК: 2018
- Володар Кубка банку Суруга: 2012, 2013